# Prima Divisione 1941-1942
La Prima Divisione 1941-1942 fu il torneo regionale superiore di quell’edizione del campionato italiano di calcio.
La Prima Divisione fu organizzata e gestita dai Direttori di Zona.
Rispetto all'anno precedente, il campionato non fu più disputato in Calabria.
Ognuna delle 15 regioni metropolitane attive aveva un posto per la promozione. Le regioni del Nord come il Piemonte, la Lombardia, il Veneto, la Venezia Giulia, la Liguria e l’Emilia videro comunque confermati i loro posti supplementari data la loro storica intensa attività.

## Campionati
- Prima Divisione Piemonte 1941-1942 (I Zona)
- Prima Divisione Lombardia 1941-1942 (II Zona)
- Prima Divisione Veneto 1941-1942 (III Zona)
- Prima Divisione Venezia Tridentina 1941-1942 (IV Zona)
- Prima Divisione Venezia Giulia 1941-1942 (V Zona)
- Prima Divisione Liguria 1941-1942 (VI Zona)
- Prima Divisione Emilia 1941-1942 (VII Zona)
- Prima Divisione Toscana 1941-1942 (VIII Zona)
- Prima Divisione Marche 1941-1942 (IX Zona)
- Prima Divisione Umbria 1941-1942 (X Zona)
- Prima Divisione Lazio 1941-1942 (XI Zona)
- Prima Divisione Abruzzi 1941-1942 (XII Zona)
- Prima Divisione Campania 1941-1942 (XIII Zona)
- Prima Divisione Puglia 1941-1942 (XIV Zona)
- Prima Divisione Sicilia 1941-1942 (XVII Zona)

## Venezia Giulia
Direttorio V Zona (Venezia Giulia = Friuli-Venezia Giulia, Istria e Zara).

### Girone A

#### Squadre partecipanti
| Club                           | Città (provincia) | Stadio o Campo Sportivo | Stagione precedente |
| ------------------------------ | ----------------- | ----------------------- | ------------------- |
| Dop. Codroipo                  | Codroipo UD)      |                         |                     |
| A.S. Cormonese                 | Cormons (GO)      |                         |                     |
| A.S. Giovinezza                | Sacile (UD)       |                         |                     |
| A.C. Pordenone (B = riserve)   | Pordenone UD)     |                         |                     |
| A.S. Pro Gorizia (B = riserve) | Gorizia           |                         |                     |
| A.C. Tricesimo                 | Tricesimo UD)     |                         |                     |
| A.C. Udinese (B = riserve)     | Udine             |                         |                     |

#### Classifica finale
|  | Pos. | Squadra           | Pt | G  | V | N | P | GF | GS | QR |
|  | ---- | ----------------- | -- | -- | - | - | - | -- | -- | -- |
|  | 1.   | Udinese B         | 20 | 12 | . | . | . | .  | .  |    |
|  | 2.   | Cormonese         | 14 | 12 | . | . | . | .  | .  |    |
|  | 3.   | Giovinezza Sacile | 12 | 12 | . | . | . | .  | .  |    |
|  | 4.   | Pro Gorizia B     | 12 | 12 | . | . | . | .  | .  |    |
|  | 5.   | Tricesimo         | 10 | 12 | . | . | . | .  | .  |    |
|  | 6.   | Codroipo          | 9  | 12 | . | . | . | .  | .  |    |
|  | 7.   | Pordenone B       | 3  | 12 | . | . | . | .  | .  |    |
|  |      |                   |    |    |   |   |   |    |    |    |

Legenda:
      Ammesso alla fase finale.
      Ammesso al girone finale delle squadre riserve.
 Ammesso agli spareggi per l'accesso alle finali regionali.
Note:
Due punti a vittoria, uno a pareggio, zero a sconfitta.

### Girone B

#### Squadre partecipanti
| Club                                   | Città (provincia)          | Stadio o Campo Sportivo | Stagione precedente |
| -------------------------------------- | -------------------------- | ----------------------- | ------------------- |
| G.S. Filippo Corridoni                 | Monfalcone (GO)            |                         |                     |
| Dop. Latisana                          | Latisana (UD)              |                         |                     |
| G.S. Littorio                          | Cervignano del Friuli (UD) |                         |                     |
| D.A. C.R.D.A. Monfalcone (B = riserve) | Monfalcone (GO)            |                         |                     |
| G.S. G.I.L. Palmanova                  | Palmanova (UD)             |                         |                     |
| A.C. Pieris (B = riserve)              | Pieris (UD)                |                         |                     |
| S.S. Sangiorgina                       | San Giorgio di Nogaro (UD) |                         |                     |

#### Classifica finale
|  | Pos. | Squadra              | Pt | G  | V | N | P | GF | GS | QR |
|  | ---- | -------------------- | -- | -- | - | - | - | -- | -- | -- |
|  | 1.   | GIL Palmanova        | 16 | 12 | . | . | . | .  | .  |    |
|  | 2.   | Pieris B             | 15 | 12 | . | . | . | .  | .  |    |
|  | 3.   | CRDA Monfalcone B    | 13 | 12 | . | . | . | .  | .  |    |
|  | 4.   | Sangiorgina          | 12 | 12 | . | . | . | .  | .  |    |
|  | 5.   | Littorio Cervignano  | 11 | 12 | . | . | . | .  | .  |    |
|  | 6.   | Latisana             | 10 | 12 | . | . | . | .  | .  |    |
|  | 7.   | Corridoni Monfalcone | 7  | 12 | . | . | . | .  | .  |    |
|  |      |                      |    |    |   |   |   |    |    |    |

Legenda:
      Ammesso alla fase finale.
      Ammesso al girone finale delle squadre riserve.
 Ammesso agli spareggi per l'accesso alle finali regionali.
Regolamento:
Due punti a vittoria, uno a pareggio, zero a sconfitta.
Note:

### Girone C

#### Classifica finale
|  | Pos. | Squadra                  | Pt | G  | V | N | P | GF | GS | QR |
|  | ---- | ------------------------ | -- | -- | - | - | - | -- | -- | -- |
|  | 1.   | Triestina B              | 19 | 12 | . | . | . | .  | .  |    |
|  | 2.   | Magazzini Generali       | 17 | 12 | . | . | . | .  | .  |    |
|  | 3.   | 94º Reparto Distrettuale | 16 | 12 | . | . | . | .  | .  |    |
|  | 4.   | Fiumana B                | 15 | 12 | . | . | . | .  | .  |    |
|  | 5.   | Ponziana B               | 9  | 12 | . | . | . | .  | .  |    |
|  | 6.   | Littoria                 | 7  | 12 | . | . | . | .  | .  |    |
|  | 7.   | Trieste Calcio           | 1  | 12 | . | . | . | .  | .  |    |
|  |      |                          |    |    |   |   |   |    |    |    |

Legenda:
      Ammesso alla fase finale.
      Ammesso al girone finale delle squadre riserve.
 Ammesso agli spareggi per l'accesso alle finali regionali.
Note:
Due punti a vittoria, uno a pareggio, zero a sconfitta.

### Finali regionali

#### Risultati
| Andata (1ª) | Andata (1ª)           | Prima giornata        | Ritorno (6ª) | Ritorno (6ª) |
|             |                       |                       |              |              |
| 3 mag.      | 2-0                   | Cormonese-Sangiorgina | 1-1          | 7 giu.       |
| 3 mag.      | 3-5                   | Palmanova-M.Generali  | 0-2          | 7 giu.       |
| 3 mag.      | Riposa: 94º Distretto |                       |              | 7 giu.       |

| Andata (2ª) | Andata (2ª)       | Seconda giornata          | Ritorno (7ª) | Ritorno (7ª) |
|             |                   |                           |              |              |
| 10 mag.     | 2-0               | M.Generali-Cormonese      | 3-1          | 31 mag.      |
| 10 mag.     | 0-3               | Sangiorgina-94º Distretto | 0-2          | 31 mag.      |
| 10 mag.     | Riposa: Palmanova |                           |              | 31 mag.      |

| Andata (3ª) | Andata (3ª)                | Terza giornata          | Ritorno (8ª) | Ritorno (8ª) |
|             |                            |                         |              |              |
| 14 mag.     | 2-0                        | Palmanova-Sangiorgina   | 4-4          | 14 giu.      |
| 14 mag.     | 1-0                        | 94º Distretto-Cormonese | 2-1          | 14 giu.      |
| 14 mag.     | Riposa: Magazzini Generali |                         |              | 14 giu.      |

| Andata (4ª) | Andata (4ª)       | Quarta giornata         | Ritorno (9ª) | Ritorno (9ª) |
|             |                   |                         |              |              |
| 17 mag.     | 1-2               | Sangiorgina-M.Generali  | 0-5          | 4 giu.       |
| 17 mag.     | 3-2               | 94º Distretto-Palmanova | 3-2          | 4 giu.       |
| 17 mag.     | Riposa: Cormonese |                         |              | 4 giu.       |

| \| Andata (5ª) \| Andata (5ª) \| Quinta giornata \| Ritorno (10ª) \| Ritorno (10ª) \| \| \| \| \| \| \| \| 24 mag. \| 0-2 \| M.Generali-94º Distretto \| 0-1 \| 21 giu. \| \| 24 mag. \| 4-2 \| Cormonese-Palmanova \| 0-2[2] \| 21 giu. \| \| 24 mag. \| Riposa: Sangiornina \| \| \| 21 giu. \| |                     |                          |               |               |
| Andata (5ª) | Andata (5ª)         | Quinta giornata          | Ritorno (10ª) | Ritorno (10ª) |
| |                     |                          |               |               |
| 24 mag. | 0-2                 | M.Generali-94º Distretto | 0-1           | 21 giu.       |
| 24 mag. | 4-2                 | Cormonese-Palmanova      | 0-2           | 21 giu.       |
| 24 mag. | Riposa: Sangiornina |                          |               | 21 giu.       |

#### Classifica finale
|  | Pos. | Squadra                  | Pt | G | V | N | P | GF | GS | QR |
|  | ---- | ------------------------ | -- | - | - | - | - | -- | -- | -- |
|  | 1.   | 94º Reparto Distrettuale | 16 | 8 | . | . | . | .  | .  |    |
|  | 2.   | Magazzini Generali       | 12 | 8 | . | . | . | .  | .  |    |
|  | 3.   | Cormonese (-1)           | 6  | 8 | . | . | . | .  | .  |    |
|  | 4.   | Palmanova (-1)           | 5  | 8 | . | . | . | .  | .  |    |
|  | 5.   | Sangiorgina (-2)         | 0  | 8 | . | . | . | .  | .  |    |
|  |      |                          |    |   |   |   |   |    |    |    |

Legenda:
      Promosso in Serie C 1942-1943.
Note:
Due punti a vittoria, uno a pareggio, zero a sconfitta.
Cormonese e Palmanova penalizzati con la sottrazione di 1 punto, Sangiorgina di 2 punti in classifica.

## Liguria
Direttorio VI Zona (Liguria).

### Girone A

#### Squadre partecipanti
| Squadra              | Città (provincia)    | Stagione 1940-1941                         |
| -------------------- | -------------------- | ------------------------------------------ |
| D.S. Grifone Ausonia | Genova               | ?° nel girone A di Prima Divisione Liguria |
| Dop. Az. Ilva        | Novi Ligure (AL)     | ?° nel girone A di Prima Divisione Liguria |
| A.C. Liguria riserve | Genova-Sampierdarena |                                            |
| U.S. Olimpia         | Genova               | ?° nel girone A di Prima Divisione Liguria |
| A.C. Rapallo riserve | Rapallo (GE)         |                                            |
| U.S. Sant'Agostino   | Genova               |                                            |

#### Classifica
|  | Pos. | Squadra         | Pt | G  | V | N | P | GF | GS | QR |
|  | ---- | --------------- | -- | -- | - | - | - | -- | -- | -- |
|  | 1.   | Ilva Novi       | 19 | 10 | 9 | 1 | 0 | 39 | 4  |    |
|  | 2.   | Rapallo B       | 13 | 10 | 6 | 1 | 3 | 17 | 16 |    |
|  | 3.   | Liguria B       | 9  | 10 | 4 | 1 | 5 | 20 | 21 |    |
|  | 4.   | Grifone Ausonia | 8  | 10 | 3 | 2 | 5 | 19 | 22 |    |
|  | 5.   | Olimpia         | 6  | 10 | 2 | 2 | 6 | 7  | 24 |    |
|  | 6.   | Sant'Agostino   | 5  | 10 | 2 | 1 | 7 | 16 | 31 |    |
|  |      |                 |    |    |   |   |   |    |    |    |

Legenda:
      Ammesso alla fase finale.
Note:
Due punti a vittoria, uno a pareggio, zero a sconfitta.

### Girone B

#### Squadre partecipanti
| Squadra                                 | Città (provincia)             | Stagione 1940-1941                                                      |
| --------------------------------------- | ----------------------------- | ----------------------------------------------------------------------- |
| U.S. Aullese                            | Aulla (AU)                    | nel girone E di Serie C, ritirata nel corso del campionato e retrocessa |
| U.S. Carrarese Pietrino Binelli riserve | Carrara (AU)                  | ?° nel girone B di Prima Divisione Toscana                              |
| D.A. Fit Sestri Levante                 | Sestri Levante (GE)           | ?° nel girone B di Prima Divisione Liguria                              |
| Odero Terni Orlando                     | La Spezia                     |                                                                         |
| D.A. S.G.E.M. Villafranca               | Villafranca in Lunigiana (AU) |                                                                         |

N.B.: Apuania (sigla AU) era il nome dell'attuale provincia di Massa-Carrara dal 1938 al 1946.

#### Verdetti
S.G.E.M. Villafranca e Fit Sestri Levante sono ammesse alle finali regionali.

### Girone C

#### Squadre partecipanti
| Squadra                | Città (provincia)     | Stagione 1940-1941                                                                            |
| ---------------------- | --------------------- | --------------------------------------------------------------------------------------------- |
| U.S. Cairese           | Cairo Montenotte (SV) |                                                                                               |
| D.A. Ilva Calcio       | Savona                | 10º nel girone D di Serie C, rinuncia alla Serie C 1941-42                                    |
| G.S. Novese Pernigotti | Novi Ligure (AL)      | ?° nel girone A di Prima Divisione Liguria, promossa in Serie C, non regolarizza l'iscrizione |
| A.C. Savona riserve    | Savona                | 3º nel girone C di Prima Divisione Liguria                                                    |

#### Classifica
|  | Pos. | Squadra           | Pt | G | V | N | P | GF | GS | QR |
|  | ---- | ----------------- | -- | - | - | - | - | -- | -- | -- |
|  | 1.   | Cairese           | 9  | 6 | 4 | 1 | 1 | 9  | 4  |    |
|  | 2.   | Novese Pernigotti | 7  | 6 | 3 | 1 | 2 | 11 | 11 |    |
|  | 3.   | Ilva Savona       | 5  | 6 | 1 | 3 | 2 | 8  | 9  |    |
|  | 4.   | Savona B          | 3  | 6 | 1 | 1 | 4 | 4  | 8  |    |
|  |      |                   |    |   |   |   |   |    |    |    |

Legenda:
      Ammesso alla fase finale.
Note:
Due punti a vittoria, uno a pareggio, zero a sconfitta.

### Girone finale

#### Classifica
|  | Pos. | Squadra            | Pt | G  | V | N | P | GF | GS | QR    |
|  | ---- | ------------------ | -- | -- | - | - | - | -- | -- | ----- |
|  | 1.   | Ilva Novi          | 14 | 10 | 6 | 2 | 2 | 24 | 5  | 4,800 |
|  | 2.   | SGEM Villafranca   | 14 | 10 | 5 | 4 | 1 | 14 | 10 | 1,400 |
|  | 3.   | Novese Pernigotti  | 13 | 10 | 5 | 3 | 2 | 26 | 4  |       |
|  | 4.   | Cairese            | 11 | 10 | 4 | 3 | 3 | 15 | 15 |       |
|  | 5.   | FIT Sestri Levante | 7  | 10 | 3 | 1 | 6 | 12 | 17 |       |
|  | 6.   | Grifone Ausonia    | 1  | 10 | 0 | 1 | 9 | 7  | 47 |       |
|  |      |                    |    |    |   |   |   |    |    |       |

Legenda:
      Promosso in Serie C 1942-1943.
Note:
Due punti a vittoria, uno a pareggio, zero a sconfitta.

## Emilia
Direttorio VII Zona (Emilia = Emilia-Romagna).

### Girone A

#### Squadre partecipanti
| Club                                    | Città                     | Stadio o Campo Sportivo | Stagione precedente |
| --------------------------------------- | ------------------------- | ----------------------- | ------------------- |
| S.S. Amatori Calcio                     | Bologna                   |                         |                     |
| A.G.C. Budrio                           | Budrio (BO)               |                         |                     |
| A.C. Cesena riserve                     | Cesena (FO)               |                         |                     |
| C.A. Faenza                             | Faenza (RA)               |                         |                     |
| A.C. Ferrara riserve                    | Ferrara                   |                         |                     |
| A.S. Forlì riserve                      | Forlì                     |                         |                     |
| A.C. Ravenna riserve                    | Ravenna                   |                         |                     |
| Sez. Calcio G.I.L. San Pietro in Casale | San Pietro in Casale (BO) |                         |                     |
| Dopol. Vagnini                          | Riccione (RN)             |                         |                     |

#### Classifica finale
|  | Pos. | Squadra               | Pt       | G | V | N | P | GF | GS | QR |
|  | ---- | --------------------- | -------- | - | - | - | - | -- | -- | -- |
|  | 1.   | Ferrara B             | 13       | . | . | . | . | .  | .  |    |
|  | 2.   | GIL San Pietro Casale | 10       | . | . | . | . | .  | .  |    |
|  | 3.   | Faenza                | 8        | . | . | . | . | .  | .  |    |
|  | 4.   | Budrio                | 3        | . | . | . | . | .  | .  |    |
|  | --   | Amatori Bologna B     | Ritirata | . | . | . | . | .  | .  |    |
|  | --   | Cesena B              | Ritirata | . | . | . | . | .  | .  |    |
|  | --   | Forlì B               | Ritirata | . | . | . | . | .  | .  |    |
|  | --   | Ravenna B             | Ritirata | . | . | . | . | .  | .  |    |
|  | --   | Dop. Vagnini          | Ritirata | . | . | . | . | .  | .  |    |
|  |      |                       |          |   |   |   |   |    |    |    |

Legenda:
 Ammesso alle finali regionali.
Note:
Due punti a vittoria, uno a pareggio, zero a sconfitta.
La GIL di San Pietro in Casale non regolarizzò l'iscrizione in Serie C, determinando l'ammissione in categoria superiore del Budrio.
Amatori Bologna B, Cesena B, Forlì B, Ravenna B e Vagnini si sono ritirati durante la competizione.

### Girone B

#### Squadre partecipanti
| Club                          | Città            | Stadio o Campo Sportivo | Stagione precedente |
| ----------------------------- | ---------------- | ----------------------- | ------------------- |
| A.C. Correggio                | Correggio (RE)   |                         |                     |
| Dop. Az. S.I.P.E. Sez. Calcio | Spilamberto (MO) |                         |                     |
| Sez. Calcio G.I.L. Fidenza    | Fidenza (PR)     |                         |                     |
| Mantova Sportiva riserve      | Mantova          |                         |                     |
| G.S. Trancerie Mossina        | Guastalla (RE)   |                         |                     |
| A.S. Parma riserve            | Parma            |                         |                     |
| A.C. Reggiana riserve         | Reggio Emilia    |                         |                     |
| A.C. Virtus                   | Parma            |                         |                     |

#### Classifica finale
|  | Pos. | Squadra           | Pt       | G  | V | N | P | GF | GS | QR |
|  | ---- | ----------------- | -------- | -- | - | - | - | -- | -- | -- |
|  | 1.   | Trancerie Mossina | ??       | 11 | . | . | . | .  | .  |    |
|  | 2.   | Parma B           | ??       | 11 | . | . | . | .  | .  |    |
|  | 3.   | Virtus Parma      | ??       | 11 | . | . | . | .  | .  |    |
|  | 4.   | ???               | ??       | 11 | . | . | . | .  | .  |    |
|  | 5.   | ???               | ??       | 11 | . | . | . | .  | .  |    |
|  | 6.   | ???               | ??       | 11 | . | . | . | .  | .  |    |
|  | --   | Mantova B         | Ritirata |    |   |   |   |    |    |    |
|  | --   | Reggiana B        | Ritirata |    |   |   |   |    |    |    |
|  |      |                   |          |    |   |   |   |    |    |    |

Legenda:
      Promosso in Serie C 1942-1943.
 Ammesso alle finali regionali.
Note:
Due punti a vittoria, uno a pareggio, zero a sconfitta.
Mantova B e Reggiana B si sono ritirati durante la competizione.

### Finali regionali

#### Classifica finale
|  | Pos. | Squadra               | Pt | G | V | N | P | GF | GS | QR |
|  | ---- | --------------------- | -- | - | - | - | - | -- | -- | -- |
|  | 1.   | Trancerie Mossina     | ?? | 4 |   |   |   |    |    |    |
|  | 2.   | GIL San Pietro Casale | ?? | 4 |   |   |   |    |    |    |
|  | 3.   | Ferrara B             | ?? | 4 |   |   |   |    |    |    |

Legenda:
      Campione emiliano di Prima Divisione.
Regolamento:
Due punti a vittoria, uno a pareggio, zero a sconfitta.
In caso di pari merito in qualsiasi posizione della classifica, le squadre sono classificate grazie al miglior quoziente reti (QR).
Note:
Il Parma B rinuncia alle finali.

## Toscana
Direttorio VIII Zona (Toscana).

### Girone A

#### Squadre partecipanti
| Club                                | Città                                             | Stadio o Campo Sportivo    | Stagione precedente |
| ----------------------------------- | ------------------------------------------------- | -------------------------- | ------------------- |
| U.S. Arezzo riserve                 | Arezzo                                            | Stadio Comunale G. Mancini |                     |
| Dop. Az. Società Mineraria Valdarno | Castelnuovo dei Sabbioni, fraz. di Cavriglia (AR) |                            |                     |
| A.C. Empoli riserve                 | Empoli (FI)                                       | Stadio Comunale di Empoli  |                     |
| A.C. Fiorentina Allievi             | Firenze                                           | Stadio di via Bellini      |                     |
| A.C. Spezia riserve                 | La Spezia                                         | Stadio Alberto Picco       |                     |
| A.C. Prato riserve                  | Prato (FI)                                        | Stadio Lungobisenzio       |                     |
| G.S.C. Richard Ginori               | Sesto Fiorentino (FI)                             |                            |                     |
| U.S. Sansepolcro                    | Sansepolcro (AR)                                  | Stadio comunale Buitoni    |                     |

#### Verdetti
- La Richard Ginori di Sesto Fiorentino è promossa in Serie C, ma rinuncerà ad iscriversi e si scioglierà[6].
- La Fiorentina Allievi e la stessa Richard Ginori sono ammesse alle finali regionali.

### Girone B

#### Squadre partecipanti
| Club                     | Città            | Stadio o Campo Sportivo      | Stagione precedente |
| ------------------------ | ---------------- | ---------------------------- | ------------------- |
| U.S. Sextum              | Bientina (PI)    |                              |                     |
| U.S. Grosseto riserve    | Grosseto         |                              |                     |
| U.S. Livorno Allievi     | Livorno          | Stadio Edda Ciano Mussolini  |                     |
| U.S. Orbetello riserve   | Orbetello (GR)   |                              |                     |
| A.C. Pietrasanta         | Pietrasanta (LU) | Stadio Lungobisenzio         |                     |
| A.C. Pisa riserve        | Pisa             | Stadio Arena Garibaldi       |                     |
| U.S.F. Pontedera riserve | Pontedera (PI)   | Stadio Marconcini, Pontedera |                     |

#### Verdetti
- La Sextum di Bientina e il Pisa riserve sono ammessi alle finali regionali.

## Marche
Direttorio IX Zona (Marche).

### Classifica finale
|  | Pos. | Squadra              | Pt | G  | V | N | P | GF | GS | QR |
|  | ---- | -------------------- | -- | -- | - | - | - | -- | -- | -- |
|  | 1.   | Anconitana-Bianchi B | 17 | 12 | . | . | . | .  | .  |    |
|  | 2.   | Vis Pesaro B         | 14 | 12 | . | . | . | .  | .  |    |
|  | 3.   | Ascoli B             | 14 | 12 | . | . | . | .  | .  |    |
|  | 4.   | Enzo Andreanelli     | 13 | 12 | . | . | . | .  | .  |    |
|  | 5.   | Cluana               | 12 | 12 | . | . | . | .  | .  |    |
|  | 6.   | Sambenedettese       | 11 | 12 | . | . | . | .  | .  |    |
|  | 7.   | Sangiorgese          | 2  | 12 | . | . | . | .  | .  |    |
|  |      |                      |    |    |   |   |   |    |    |    |

Legenda:
      Promosso in Serie C 1942-1943.
Note:
Due punti a vittoria, uno a pareggio, zero a sconfitta.
Il Cluana è poi stato ammesso in Serie C.

## Lazio
Direttorio XI Zona (Lazio).

### Squadre partecipanti (girone unico)
| Club                     | Città                | Stadio o Campo Sportivo | Stagione precedente |
| ------------------------ | -------------------- | ----------------------- | ------------------- |
| A.S. Alba Motor riserve  | Roma                 |                         |                     |
| G.I.L. Albano            | Albano Laziale (RM)  |                         |                     |
| B.P.D. Colleferro        | Colleferro (RM)      | Campo della B.P.D.      |                     |
| Cynthia                  | Genzano di Roma (RM) |                         |                     |
| Dopolavoro Frascati      | Frascati (RM)        |                         |                     |
| G.S. Elettronica         | Roma                 |                         |                     |
| G.S. Fausto Cecconi      | Roma                 |                         | -                   |
| S.G.S. Fortitudo         | Roma                 |                         |                     |
| G.S. Aziendale Gualtieri | Roma                 |                         |                     |
| U.S. Italia Nova         | Roma                 |                         |                     |
| S.S. La Disperata        | Roma                 |                         |                     |
| S.S. Latina              | Roma                 |                         |                     |
| G.S. R.S.T. Littorio     | Roma                 |                         |                     |
| G.A. S.I.E.T.            | Roma                 |                         |                     |
| S.S. Trastevere          | Roma Trastevere      |                         |                     |
| G.S. Trionfale Roma      | Roma Trionfale       |                         |                     |

### Classifica finale
|  | Pos. | Squadra             | Pt       | G  | V  | N  | P  | GF | GS | QR |
|  | ---- | ------------------- | -------- | -- | -- | -- | -- | -- | -- | -- |
|  | 1.   | RST Littorio        | 46       | 28 | .. | .. | .. | .. | .. |    |
|  | 2.   | BPD Colleferro      | 38       | 27 | .. | .. | .. | .. | .. |    |
|  | 3.   | La Disperata        | 37       | 27 | .. | .. | .. | .. | .. |    |
|  | 4.   | Italia Nova         | 37       | 28 | .. | .. | .. | .. | .. |    |
|  | 5.   | Trionfale Roma      | 37       | 28 | .. | .. | .. | .. | .. |    |
|  | 6.   | Alba Motor B        | 36       | 28 | .. | .. | .. | .. | .. |    |
|  | 7.   | Latina Roma         | 31       | 26 | .. | .. | .. | .. | .. |    |
|  | 8.   | Cynthia             | 24       | 28 | .. | .. | .. | .. | .. |    |
|  | 9.   | Elettronica (-1)    | 23       | 27 | .. | .. | .. | .. | .. |    |
|  | 10.  | GIL Albano (-2)     | 23       | 27 | .. | .. | .. | .. | .. |    |
|  | 11.  | Fortitudo           | 23       | 27 | .. | .. | .. | .. | .. |    |
|  | 12.  | Fausto Cecconi (-1) | 16       | 27 | .. | .. | .. | .. | .. |    |
|  | 13.  | Gualtieri (-2)      | 16       | 27 | .. | .. | .. | .. | .. |    |
|  | 14.  | SIET                | 14       | 28 | .. | .. | .. | .. | .. |    |
|  | 15.  | Trastevere (-1)     | 12       | 27 | .. | .. | .. | .. | .. |    |
|  | ---  | Dop. Frascati       | ritirata | -- | -- | -- | -- | -- | -- |    |
|  |      |                     |          |    |    |    |    |    |    |    |

Legenda:
      Promosso in Serie C 1942-1943.
Note:
Due punti a vittoria, uno a pareggio, zero a sconfitta.
Il B.P.D. Colleferro è poi stato ammesso in Serie C.
Sono stati penalizzati con la sottrazione rispettivamente di 1 punto in classifica Elettronica, F. Cecconi e Trastevere, 2 punti Albano e Gualtieri.

## Abruzzi
Direttorio XI Zona (Abruzzi).

### Squadre partecipanti (girone unico)
| Club                       | Città                | Stadio o Campo Sportivo | Stagione precedente |
| -------------------------- | -------------------- | ----------------------- | ------------------- |
| G.S. Antonio Di Giulio     | Pratola Peligna (AQ) |                         |                     |
| S.P. Castrum               | Giulianova (TE)      |                         |                     |
| S.S. Chieti (B = riserve)  | Chieti               |                         |                     |
| S.C. Frentana              | Lanciano (CH)        |                         |                     |
| V. Simeoni                 | Orsogna (CH)         |                         |                     |
| S.G. Ortona                | Ortona (CH)          |                         |                     |
| A.S. Pescara (B = riserve) | Pescara              |                         |                     |
| Teramo                     | Teramo               |                         |                     |

### Verdetti
Non riscontrata la classifica finale del girone. La Frentana è promossa in Serie C, ma rinuncerà all'iscrizione.

## Puglia
Direttorio XIV Zona (Puglia)

### Squadre partecipanti
| Club                   | Città                | Stadio o Campo Sportivo                    | Stagione precedente |
| ---------------------- | -------------------- | ------------------------------------------ | ------------------- |
| S.S. Andria            | Andria (BA)          | ?                                          |                     |
| S.S. Avio Calcio       | Gioia del Colle (BA) | Campo Sportivo Comunale, Gioia del Colle   |                     |
| U.S. Antonio Azzaretti | Bari fraz. Carbonara | Campo Sportivo Comunale, Carbonara di Bari |                     |
| S.S.F. Barletta        | Barletta (BA)        | Stadio Littorio, Barletta                  |                     |
| U.S. Grumo             | Grumo Appula (BA)    | Campo Sportivo Comunale, Grumo Appula      |                     |
| A.S. Mola              | Mola di Bari (BA)    | ?                                          |                     |
| S.S. Pietro Resta      | Taranto              | Stadio del Littorio                        | -                   |
| G.U.F. Terlizzi        | Terlizzi (BA)        | ?                                          |                     |
| S.S. G.I.L. Triggiano  | Triggiano (BA)       | ?                                          |                     |

### Classifica finale
Fonti
|  | Pos. | Squadra             | Pt | G  | V  | N | P  | GF | GS |
|  | ---- | ------------------- | -- | -- | -- | - | -- | -- | -- |
|  | 1.   | Pietro Resta        | 25 | 16 | 12 | 1 | 3  | 11 | 15 |
|  | 2.   | Barletta            | 21 | 16 | 10 | 1 | 5  | 36 | 17 |
|  | 2.   | Azzaretti Carbonara | 21 | 16 | 10 | 1 | 5  | 33 | 15 |
|  | 2.   | Avio Calcio         | 21 | 16 | 10 | 1 | 5  | 30 | 22 |
|  | 5.   | GUF Terlizzi        | 19 | 16 | 8  | 3 | 5  | 29 | 17 |
|  | 6.   | SS Andria           | 16 | 16 | 8  | 0 | 8  | 21 | 23 |
|  | 7.   | Mola (-3)           | 4  | 16 | 3  | 1 | 12 | 9  | 32 |
|  | 8.   | Grumo (-4)          | 2  | 16 | 3  | 0 | 13 | 10 | 51 |
|  | 9.   | GIL Triggiano (-2)  | 0  | 16 | 1  | 0 | 15 | 11 | 42 |

Legenda:
      Promosso in Serie C 1942-1943.
Note:
Due punti a vittoria, uno a pareggio, zero a sconfitta.
Barletta e Avio Calcio furono poi ammessi in Serie C per liberalità federale.
Mola, Grumo e Triggiano penalizzati con la sottrazione rispettivamente di 3, 4 e 2 punti in classifica.

## Lucania e Calabria
Direttorio XV Zona (Lucania): non disputato.
Direttorio XVI Zona (Calabria): non disputato

## Sicilia
Direttorio XVII Zona (Sicilia).

### Squadre partecipanti
| Club                                        | Città             | Stadio o Campo                 | Stagione precedente                                            |
| ------------------------------------------- | ----------------- | ------------------------------ | -------------------------------------------------------------- |
| A.C. Aviosicula B (riserve)                 | Palermo           |                                |                                                                |
| G.S. Marinai d'Italia                       | Marsala (TP)      | Stadio della Vittoria, Marsala |                                                                |
| U.S. Nissena                                | Caltanissetta     | Stadio Palmintelli             |                                                                |
| U.S. Palermo-Juventina B (riserve)          | Palermo           |                                | Palermo 2º e Juventina B 3ª in Prima Divisione Siciliana gir.A |
| A.S. Alicia                                 | Salemi (TP)       |                                |                                                                |
| A.C. Solunto                                | Santa Flavia (PA) |                                |                                                                |
| G.S. 58º Corpo Vigili del Fuoco B (riserve) | Palermo           |                                |                                                                |

### Classifica finale
|  | Pos. | Squadra              | Pt | G  | V | N | P | GF | GS |
|  | ---- | -------------------- | -- | -- | - | - | - | -- | -- |
|  | 1.   | VV. FF. Palermo B    | 16 | 12 |   |   |   |    |    |
|  | 2.   | Aviosicula Palermo B | 13 | 12 |   |   |   |    |    |
|  | 3.   | Alicia               | 13 | 12 |   |   |   |    |    |
|  | 4.   | Palermo-Juventina B  | 11 | 12 |   |   |   |    |    |
|  | 5.   | Marinai d'Italia     | 10 | 12 |   |   |   |    |    |
|  | 6.   | Solunto              | 7  | 12 |   |   |   |    |    |
|  | 7.   | Nissena              | 0  | 12 |   |   |   |    |    |
|  |      |                      |    |    |   |   |   |    |    |

Legenda:
      Campione regionale.
      Promosso in Serie C.
Note:
Due punti a vittoria, uno a pareggio, zero a sconfitta.
L'Alicia, dapprima promossa, non regolarizzerà la sua iscrizione in Serie C.
Marinai d'Italia successivamente ammesso in Serie C.

## Sardegna
Direttorio XVIII Zona (Sardegna).
Campionato non connesso a quelli italiani per ordine militare.

### Squadre partecipanti
| Squadra           | Città (provincia) | Stagione 1940-1941 |
| ----------------- | ----------------- | ------------------ |
| A.C. Alghero      | Alghero (SS)      |                    |
| U.S. Cagliari     | Cagliari          |                    |
| Dop. Az. Carbonia | Carbonia (CA)     |                    |
| Dop. Elmas        | Cagliari-Elmas    |                    |
| G.S. La Medusa    | Bosa (NU)         |                    |
| G.I.L. Olbia      | Olbia (SS)        |                    |
| S.E.F. Torres     | Sassari           |                    |

### Classifica finale
|  | Pos. | Squadra    | Pt | G  | V | N | P | GF | GS | QR   |
|  | ---- | ---------- | -- | -- | - | - | - | -- | -- | ---- |
|  | 1.   | La Medusa  | 19 | 12 | 9 | 1 | 2 | 30 | 10 | 3,00 |
|  | 2.   | GIL Olbia  | 17 | 12 | 6 | 5 | 1 | 28 | 8  | 3,50 |
|  | 3.   | Carbonia   | 13 | 12 | 4 | 5 | 3 | 14 | 18 | 0,78 |
|  | 4.   | Torres     | 12 | 12 | 5 | 2 | 5 | 20 | 24 | 0,83 |
|  | 5.   | Alghero    | 10 | 12 | 4 | 2 | 6 | 18 | 26 | 0,69 |
|  | 6.   | Cagliari   | 7  | 12 | 3 | 1 | 8 | 13 | 18 | 0,72 |
|  | 7.   | Dop. Elmas | 6  | 12 | 1 | 4 | 7 | 10 | 29 | 0,34 |

Legenda:

      Campione regionale.
Note:

Due punti a vittoria, uno a pareggio, zero a sconfitta.
In caso di pari merito in qualsiasi posizione della classifica, le squadre sono classificate grazie al miglior quoziente reti.
A parità di punti le squadre erano classificate applicando il quoziente reti, ovvero, facendo il rapporto tra reti fatte e reti subite si ricavava un valore (esempio: 65/28 = 2,231) che sarebbe servito da metro di paragone utilizzando anche il terzo decimale.
In caso di assegnazione di un titolo sportivo (per la promozione o per la retrocessione) non si effettuava alcuna gara di spareggio: si salvava oppure veniva promossa la squadra che aveva il quoziente reti più alto.
Questa norma, entrata in vigore nel 1938 fu applicata fino alla fine della stagione 1941-42.

## Colonie
Le colonie non erano più sotto autorità italiana o non potevano più essere raggiunte (Libia e Rodi), a causa della sconfitta subita dagli italiani ad opera degli inglesi nel corso della Seconda guerra mondiale.

### Giornali sportivi
- Il Littoriale, anni 1941 e 1942, consultabile sul sito Emeroteca del C.O.N.I.
- Il Giornale di Genova, anni 1941 e 42, consultabile presso la Civica Biblioteca Berio
- Gazzetta dello Sport, stagione 1941-42, consultabile presso le Biblioteche:
  - Biblioteca Civica di Torino;
  - Biblioteca Nazionale Braidense di Milano,
  - Biblioteca Civica Berio di Genova,
  - Biblioteca Nazionale Centrale di Firenze,
  - Biblioteca Nazionale Centrale di Roma.
- L'Ora di Palermo, anni 1941 e 1942, consultabile sul sito  Emeroteca digitale - Biblioteca nazionale centrale di Roma.

### Libri
- Storia Centenaria della Veloce F.B.C. dal 1910 al 2010 di Nanni De Marco, Mario Varicelli ed Eugenio De Vincenzo - Ed. COOP TIPOGRAF.